# Stephanstal
Das Stephanstal ist ein Tal im Pfälzerwald.

## Lage
Das Tal liegt im Wasgau, wie der Südteil des Pfälzerwald genannt wird, auf Gemarkung der Ortsgemeinde Hauenstein südlich von deren Siedlungsgebiet. Am südlichen Ende des Tals befindet sich die gefasste Quelle der Queich, die in ihrem Oberlauf bis zum Erreichen des Hauensteiner Siedlungsgebiets das gesamte Tal in Süd-Nord-Richtung durchfließt. Somit fungiert das Stephanstal als Quelltal des Flusses. Im Norden bildet der Paddelweiher den Abschluss des Tales. Weiter südlich befinden sich entlang der Queich einige weitere Weiher.
Östlich des Tals erstrecken sich – von Norden nach Süden – der Benz (369,9 m), der Hohe Kopf (442,6 m) und das Wolfshorn (476,7 m). Auf der Westseite befinden sich der Winterberg (460,8 m) und der Mittelschachen.

## Kultur
Etwas oberhalb der Quelle der Queich befindet sich der Ritterstein 214, der die Aufschrift „Queich-Ursprung“ trägt. Erstere wurde 1964 auf Initiative der Ortsgruppe Hauenstein des Pfälzerwald-Vereins neu gefasst.

## Tourismus
Im Bereich der Queichquelle befindet sich ein Rastplatz. Zudem verlaufen durch das Tal der Queichtalradweg, der Prädikatswanderweg Pfälzer Waldpfad sowie ein Wanderweg, der mit einem blau-gelben Balken markiert ist und unter anderem die Verbindung mit Lauterecken und Sankt Germanshof schafft.